# بولي ستيشن
بوليستيشن (بالإنجليزية: PolyStation)‏ هو الاسم الذي يطلق على العديد من أجهزة نينتندو إنترتينمنت سيستم التي تشبه إلى حد كبير جهاز سوني بلاي ستيشن، وبالتحديد نوع بلاي ستيشن 1. وتقع فتحة خرطوشة شرائط تلك الأجهزة تحت الغطاء الذي يغطي محرك الأقراص على جهاز بلاي ستيشن الأصلي.

## وحدة التحكم
يتم إصدار وحدات التحكم الخاصة ببوليستيشن تحت أسماء مختلفة عديدة، بما في ذلك «بي أس-كيد» و«جيم بلاير» و«بي أس مان» و«بلاير آند باور»

## الاصدارات
هناك أيضًا عدد من الاصدارات المختلفة في لجهاز بولي ستيشن مثل بولي ستيشن الأول (بالإنجليزية: Polystation)‏ ، وبولي ستيشن 2 (بالإنجليزية: PolyStation II)‏ وبولي ستيشن 3 (بالإنجليزية: PolyStation III)‏ وسوبر بولي ستيشن (بالإنجليزية: Super PolyStation)‏. بعض هذه الموديلات تشبه جهاز بلاي ستيشن الأصلي، حيث أنها بدأت بإعادة تصميم بلاي ستيشن 1 ، وغيرها من بلاي ستيشن 2. تتشابه الأشكال الأخيرة لـ PolyStation مع بلاي ستيشن 3 ، وبعضها يباع تحت اسم فان ستيشن 3 (بالإنجليزية: Funstation 3)‏.
بعض الاختلافات تتضمن الألعاب المدمجة غير المرخصة، وفي كثير من الحالات يتم اختراق هذه الألعاب. على سبيل المثال، في إحدى الإصدارات من سوبر ماريو بروس، يتم استبدال شخصية ماريو بشخصية بيكاتشو.
تشتمل الإصدارات الأخرى من وحدة التحكم على بولي ستيشن 2 و3 ، وهي إصدارات مصغرة من بلاي ستيشن 2و3 والتي تأتي مع وحدة تحكم قابلة للتغيير: يحتوي الجهاز على شاشة عرض بلوري صغيرة، إضافة إلى ألعاب محمولة قابلة للتشغيل.

## روابط خارجية
- بولي ستيشن على موقع نينتيندو بلاير داتابيز